# Jeroni Faraudo i Condeminas
Jeroni Faraudo i Condeminas (Barcelona, 1823 - 1886) fou metge, professor d'Anatomia Artística a l'Escola de Belles Arts de Barcelona, acadèmic de la Reial Acadèmia Catalana de Belles Arts de Sant Jordi i col·leccionista d'art, especialitzat en el gravat.
Llicenciat en Medicina i Cirurgia a Barcelona, Jeroni Faraudo fou nomenat Professor d'Anatomia artística a l'Escola de Belles Arts el 1851, un càrrec que ostentà fins a la seva mort, el 1886. Fou succeït breument pel seu fill Ramon Faraudo i Ortells, i el 1890, per Tiberio Ávila Rodríguez. Destacà per la publicació dels Estudios de Historia Natural del hombre aplicados á la pintura y escultura, aparegut el 1851 i el 1852, un llibre on aporta coneixements d'osteologia, miologia i les formes interiors del cos humà.